# Liposomenerzeugung
Die Liposomenerzeugung umfasst Methoden zur Erzeugung von Liposomen.

## Eigenschaften
Die unterschiedlichen Liposomenformen können durch verschiedene Methoden erzeugt werden. Wird ein Biokatalysator von einem Liposom umschlossen, wird der Vorgang als Membran(ab)trennung bezeichnet, was eine Form der Immobilisierung darstellt.
Multilamellare Liposomen (MLV) entstehen spontan durch Lösen von Lipiden in wässriger Phase.
Unilamellare Liposomen (SUV/LUV) lassen sich durch
- langsames Eintropfen von ethanolischen oder etherhaltigen Lipidlösungen in die wässrige Phase,
- Extrusion von MLV durch Polycarbonatmembranen bestimmter Porengröße (z. B. 100 nm),
- Dialyse von Detergens-Lipidgemischen oder
- Ultrabeschallung und Vibration von wässrigen Lösungen auf zuvor getrockneten Lipidfilmen

herstellen.
Die Wahl der Herstellungsmethode hängt ab von verschiedenen Faktoren:
- die physikochemischen Eigenschaften der einzuschließenden und der einschließenden Stoffe
- die Lösungsmittel, in der die Lagerung erfolgt
- die Konzentration der eingeschlossenen Stoffe
- die Toxizität der eingeschlossenen Stoffe
- zusätzliche Prozesse aufgrund der Verabreichungsform
- optimale Größe, Polydispersität (Größenverteilung) und Haltbarkeit
- Die Reproduzierbarkeit der Herstellung verschiedener Chargen und die Skalierbarkeit

Die Bildung der Liposomen ist kein spontaner Prozess, sondern erfolgt durch die Zugabe von Phospholipiden in wässrige Flüssigkeiten und die Zufuhr von Energie. Niedrige Scherkräfte erzeugen MLV, während gleichmäßige, starke Scherkräfte kleinere ULV mit ungefähr gleichen Anteilen an Lipiden und eingeschlossenen Stoffen erzeugen. Ultraschall kann zu einer Beschädigung der einzuschließenden Stoffe führen.